# Peter Beardsley
Peter Andrew Beardsley (Hexham, 1961. január 18. –) angol válogatott labdarúgó, edző. A válogatottal két világbajnokságon, és egy Európa-bajnokságon vett részt.

## Pályafutása

### Klubcsapatokban
Beardsley a Wallsend Boys csapatában kezdett futballozni, majd a Newcastle akadémiájára nyert felvételt, végül a Carlisle-nél írta alá első profi szerződését 1978-ban. 104 bajnoki mérkőzésen 22 alkalommal talált be, a klub pedig az 1981-82-es idény végén feljutott az angol másodosztályba. Az 1982-83-as szezonban egy rövid időt a Vancouver Whitecaps és a Manchester United csapatainál is töltött, majd 1983 szeptemberében a Newcastle United-hez írt alá. Az első idényben feljutottak az első osztályba, ahol Beardsley 38 bajnoki mérkőzésen 17 gólt szerzett. Első élvonalbeli szezonjukat végül a 14. helyen zárták. A Liverpoolhoz 1987-ben igazolt, ahol összesen 175 mérkőzésen 59 gólt szerzett. A bajnokságot kétszer, a szuperkupát háromszor, az FA-kupát egyszer nyerte meg a csapattal. A városi rivális Evertonhoz 1991-ben írt alá, az itt töltött két szezont követően visszatért Newcastle-be. 157 mérkőzésen szerepelt itt, melyeken 56 alkalommal szerzett gólt, majd 1997-ben a Boltonhoz távozott. Innen egy rövid időre a Manchester City-hez ment kölcsönbe, majd a Fulham, a Hartlepool és a Melbourne Knights csapataiban való játékot követően 1999-ben visszavonult.

### A válogatottban
Az angol válogatottban 1986. január 29-én mutatkozott be, egy Egyiptom elleni barátságos mérkőzésen. Első gólját negyedik meccsén, Mexikó ellen szerezte 1986 májusában. Bekerült az 1986-os világbajnokság keretébe, a tornán szerzett hét angol gól közül az egyiket ő lőtte (a másik hatot Gary Lineker). A válogatottal az 1988-as Európa-bajnokságot, és az 1990-es világbajnokságot is megjárta, előbbin két, utóbbin öt alkalommal lépett pályára. Ezután sem az 1992-es EB-n, sem az 1994-es VB-n nem került be a keretbe, utóbbi esetet követően pedig bejelentette a válogatottól való visszavonulását.

## Statisztika
|                           |                  |                  | Bajnokság | Bajnokság | Kupa  | Kupa | Ligakupa | Ligakupa | Nemzetközi | Nemzetközi | Egyéb | Egyéb | Összesen | Összesen |
| Klub                      | Szezon           | Bajnokság neve   | Mérk.     | Gól       | Mérk. | Gól  | Mérk.    | Gól      | Mérk.      | Gól        | Mérk. | Gól   | Mérk.    | Gól      |
| ------------------------- | ---------------- | ---------------- | --------- | --------- | ----- | ---- | -------- | -------- | ---------- | ---------- | ----- | ----- | -------- | -------- |
| Carlisle United           | 1979–80          | Third Division   |           |           |       |      |          |          |            |            |       |       |          |          |
| Carlisle United           | 1980–81          | Third Division   |           |           |       |      |          |          |            |            |       |       |          |          |
| Vancouver Whitecaps       | 1981             | NASL             | 26        | 13        | N/A   | N/A  | N/A      | N/A      |            |            | 26    | 13    |          |          |
| Carlisle United           | 1981–82          | Third Division   |           |           |       |      |          |          |            |            |       |       |          |          |
| Vancouver Whitecaps       | 1982             | NASL             | 22        | 7         | N/A   | N/A  | N/A      | N/A      |            |            | 22    | 7     |          |          |
| Manchester United         | 1982–83          | First Division   | 0         | 0         | 0     | 0    | 1        | 0        | 0          | 0          | —     | —     | 1        | 0        |
| Vancouver Whitecaps       | 1983             | NASL             | 25        | 8         | N/A   | N/A  | N/A      | N/A      |            |            |       |       | 25       | 8        |
| Newcastle United          | 1983–84          | Second Division  | 34        | 20        | 1     | 0    | 2        | 0        | —          | —          | 37    | 20    |          |          |
| Newcastle United          | 1984–85          | First Division   | 38        | 17        | 2     | 0    | 4        | 0        | —          | —          | 44    | 17    |          |          |
| Newcastle United          | 1985–86          | First Division   | 42        | 19        | 1     | 0    | 2        | 0        | —          | —          | 45    | 19    |          |          |
| Newcastle United          | 1986–87          | First Division   | 32        | 5         | 2     | 0    | 2        | 0        | —          | —          | 36    | 5     |          |          |
| Liverpool                 | 1987–88          | First Division   | 38        | 15        | 7     | 3    | 3        | 0        | 0          | 0          | 48    | 18    |          |          |
| Liverpool                 | 1988–89          | First Division   | 37        | 10        | 5     | 2    | 6        | 2        | 3          | 0          | 51    | 14    |          |          |
| Liverpool                 | 1989–90          | First Division   | 29        | 10        | 8     | 4    | 3        | 1        | 1          | 1          | 41    | 16    |          |          |
| Liverpool                 | 1990–91          | First Division   | 27        | 11        | 5     | 2    | 2        | 0        | 1          | 0          | 35    | 13    |          |          |
| Everton                   | 1991–92          | First Division   | 42        | 15        | 2     | 1    | 4        | 3        | 2          | 1          | 50    | 20    |          |          |
| Everton                   | 1992–93          | Premier League   | 39        | 10        | 2     | 0    | 4        | 2        | —          | —          | 45    | 12    |          |          |
| Newcastle United          | 1993–94          | Premier League   | 35        | 21        | 3     | 2    | 3        | 1        |            |            | —     | —     | 41       | 24       |
| Newcastle United          | 1994–95          | Premier League   | 34        | 13        | 3     | 0    | 3        | 0        | 4          | 2          | —     | —     | 44       | 15       |
| Newcastle United          | 1995–96          | Premier League   | 35        | 8         | 2     | 1    | 3        | 2        | —          | —          | —     | —     | 40       | 11       |
| Newcastle United          | 1996–97          | Premier League   | 25        | 5         | 3     | 0    | 2        | 1        | 6          | 2          | 1     | 0     | 37       | 8        |
| Bolton Wanderers          | 1997–98          | Premier League   | 17        | 2         | 1     | 0    | 3        | 0        |            |            | —     | —     | 17       | 2        |
| Manchester City (kölcsön) | 1997–98          | First Division   | 6         | 0         | 0     | 0    | 0        | 0        | —          | —          | 6     | 0     |          |          |
| Fulham (kölcsön)          | 1997–98          | Second Division  | 10        | 3         | 0     | 0    | 0        | 0        | —          | —          | 10    | 3     |          |          |
| Fulham (kölcsön)          | 1998–99          | Second Division  | 12        | 3         | 0     | 0    | 5        | 1        | —          | —          | 17    | 4     |          |          |
| Fulham                    | 1998–99          | Second Division  | 1         | 0         | —     | —    | —        | —        | —          | —          | 1     | 0     |          |          |
| Hartlepool United         | 1998–99          | Third Division   | 22        | 2         | 0     | 0    | —        | —        | 2          | 0          | 24    | 2     |          |          |
| Hartlepool United         | 1999–2000        | Third Division   | 0         | 0         | 0     | 0    | 0        | 0        | —          | —          | 0     | 0     |          |          |
| Melbourne Knights         | 1999–2000        | NSL              | 2         | 0         | —     | —    | —        | —        | —          | —          | 2     | 0     |          |          |
| Karrier összesen          | Karrier összesen | Karrier összesen | 557       | 189       | 45    | 15   | 53       | 13       | 10         | 4          |       |       | 667      | 223      |

## Sikerei, díjai

### Klubcsapatokban
Liverpool
- Angol bajnok: 1987–88, 1989–90
- FA-kupa-győztes: 1988–89
- Charity Shield: 1988, 1989, 1990 (megosztott)

### A válogatottban
Anglia
- Rous-kupa: 1986, 1988, 1989

### Egyéni
- PFA Év Csapatának tagja: 1986–87, 1987–88, 1989–90, 1993–94
- A brit labdarúgók halhatatlanjainak tagja (Hall of Fame): 2007